# RTVE Play
RTVE Play è una piattaforma spagnola di video on demand e streaming, di proprietà della RTVE. È stata lanciata nel 2021, sostituendo la precedente RTVE a la carta, creata nel 2008.

## Storia
La prima piattaforma online che offriva contenuti di RTVE fu creata nel 2008 con il nome di RTVE a la carta o semplicemente A la carta o alacarta. 
Alla fine del 2020, RTVE annunciò l'intenzione di fondere il servizio A la carta con Playz, la piattaforma di streaming dedicata al pubblico giovane. Il nuovo servizio che andò a sostituire alacarta in Spagna fu lanciato il 22 giugno 2021 con il nome di RTVE Play; il lancio incluse il rilascio dell'applicazione beta per smartphone e tablet.
Prima del lancio, RTVE offriva comunque una sua piattaforma di streaming internazionale al di fuori della Spagna (lanciata in America l'8 giugno 2020) già con lo stesso nome, RTVE Play. Il servizio internazionale a pagamento disponibile nelle Americhe fu quindi ribattezzato RTVE Play+.